# Budzionauka
Budzionauka (biał. Будзёнаўка; ros. Будёновка) – chutor na Białorusi, w obwodzie grodzieńskim, w rejonie oszmiańskim, w sielsowiecie Kolczuny.
Dawniej używana nazwa – Święty Duch.

## Historia
W czasach zaborów wieś i dobra w gminie Polany, w powiecie oszmiańskim, w guberni wileńskiej Imperium Rosyjskiego. W 1866 roku liczyła 178 mieszkańców w 12 domach. W 1905 roku liczyła 183 mieszkańców, 257 dziesięcin.
W latach 1921–1945 wieś leżała w Polsce, w województwie wileńskim, w powiecie oszmiańskim, w gminie miejskiej Oszmiana.
W 1931 w 48 domach zamieszkiwało 280 osób.
Wierni należeli do parafii rzymskokatolickiej i prawosławnej w Oszmianie. Miejscowość podlegała pod Sąd Grodzki w Oszmianie i Okręgowy w Wilnie; właściwy urząd pocztowy mieścił się w Oszmianie.
W wyniku napaści ZSRR na Polskę we wrześniu 1939 miejscowość znalazła się pod okupacją sowiecką. 2 listopada została włączona do Białoruskiej SRR. Od czerwca 1941 roku pod okupacją niemiecką. W 1944 miejscowość została ponownie zajęta przez wojska sowieckie i włączona do Białoruskiej SRR.
Od 1991 w składzie niepodległej Białorusi.
Znajduje się tu dwór Lwa Strugacza. Zbudowany na przełomie XIX i XX wieku w stylu secesyjnym przez przemysłowca Leiba Strugacza, jednego z najbogatszych Żydów na tym terenie, był on właścicielem gorzelni i fabryki drożdży w Oszmianie, był udziałowcem Browaru Lida i Ryskiej Spółki Akcyjnej.
Po roku 1939 roku, kiedy znacjonalizowano dom i gospodarstwo miejscowego kupca, wieś stopniowo popadała w ruinę. Ostatnim właścicielem majątku był wydział oświaty komitetu wykonawczego rejonu oszmiańskiego. Przez pewien czas mieszkały tam rodziny nauczycieli.